# Fünfmännerbuch
Die Ergänzungen und Erläuterungen der Preußischen Rechtsbücher durch Gesetzgebung und Wissenschaft, das sogenannte Fünfmännerbuch, war ein mehrbändiges Kompendium preußischen Rechts, das hervorragende praktische Bedeutung für die Zeit vom Vormärz bis ins Kaiserreich hatte.
Das Werk sollte zunächst (1. Auflage von 1838) das gesamte preußische Recht, vor allem das Allgemeine Landrecht von 1794 (Zivilrecht, öffentliches Recht, Strafrecht) mit Änderungen sowie die Allgemeine Gerichtsordnung umfassen. Im Laufe ihres Erscheinens (7. und letzte Auflage von 1885/1888) reduzierte sich ihr Programm (u. a. entfiel die Allgemeine Gerichtsordnung).
Wiedergegeben wurden Gesetzestexte, Verordnungen, entsprechende Erlasse und dergleichen, häufig mit Materialien zur Entstehungsgeschichte der Rechtssätze. Vielfach, aber nicht systematisch, wurde die Rechtsprechung (primär die des preußischen Obertribunals) dokumentiert, eventuell mit Auszügen aus Entscheidungen. Öfter finden sich Angaben zum juristischen Schrifttum. Kommentiert wurde jedoch nicht durchgängig.
Die erste Auflage hatte eine Mehrzahl von Autoren verfasst und herausgegeben. Das war eine Neuerung, bedingt durch die Stofffülle. Es handelte sich um vier Richter und einen Rechtsanwalt (daher die sprichwörtliche Bezeichnung als Fünfmännerbuch), und zwar die damals in Breslau, am Sitz des ersten Verlages, tätigen Christian Friedrich Koch, Ludwig von Rönne, Heinrich Simon, August Wentzel sowie Heinrich Gräff, die bald auch selbständig veröffentlichten (zum Allgemeinen Landrecht, zum preußischen und deutschen Staatsrecht usw.). Alle fünf waren politisch aktiv. Besonders zu nennen sind Simon (das spätere Mitglied der Frankfurter Nationalversammlung, des Stuttgarter Rumpfparlaments) und von Rönne (der noch für die Nationalliberalen im Deutschen Reichstag saß). Die Zusammensetzung wechselte; zeitweilig arbeitete Adalbert Falk maßgebend mit. Bis zum Schluss war nur von Rönne beteiligt.
Das Fünfmännerbuch überlebte sich, als nicht nur immer größere Rechtsgebiete aus dem Allgemeinen Landrecht ausgegliedert und neu geordnet wurden, sondern als zunehmend Reichsrecht das preußische Recht ablöste, ferner weil der Bedarf nach speziellerer Literatur und eingehenderer Kommentierung gewachsen war.
Für die preußische Rechtsgeschichte bietet das Fünfmännerbuch einen guten Texteinstieg.
Das Werk ist weitgehend zugänglich über die Internetportale der Staatsbibliothek Berlin und der Bayerischen Staatsbibliothek.